# Scleria schulzii
Scleria schulzii là loài thực vật có hoa trong họ Cói. Loài này được Barros miêu tả khoa học đầu tiên năm 1945.